# The House on Sorority Row
Pour plus de détails, voir Fiche technique et Distribution.
The House on Sorority Row est un film d'horreur américain à petit budget réalisé par Mark Rosman et sorti en 1983.
Le film est devenu un classique pour les fans du genre. L'histoire concerne sept sœurs de sororité qui veulent faire une fête d'obtention de diplôme, mais la mère de la maison le leur refuse. Au jour prévu de la fête, les filles décident de jouer une farce à leur tenante de maison, qui conclut par la mort de cette dernière. Elles cachent le corps dans la piscine de leur sororité, mais lorsque la fête commence, quelqu'un commence à tuer les sœurs une par une.

## Synopsis
Katey, une sœur de sororité diplômée, est poussée par ses 6 sœurs de sororité à faire une farce à leur stricte directrice de la maison, Mrs Slater, qui est connue pour porter une canne à bout tranchant. La farce tourne au cauchemar et elles tuent Mrs Slater, les filles décident de cacher son corps dans la piscine sale, inutilisée, de leur sororité, jusqu'à ce que la fête de diplôme soit terminée. Lorsque la fête commence, une invitée erre autour de la piscine, et elle est empalée par la canne tranchante de Mrs Slater.
Les sœurs découvrent que le corps de Mrs Slater a été transporté dans le grenier, en le voyant tomber depuis ce dernier. Morgan, une sœur un peu idiote, se cache dans sa chambre, et elle est aussi tuée. Ayant découvert le corps de Mrs Slaters, les sœurs décident de l’enterrer dans un cimetière proche. Pendant ce temps, Katey explore le grenier et découvre plein de jouets pour enfants. La sœur Diane est tuée alors qu'elle attend dans son van les autres sœurs. Jeanie, la sœur la plus nerveuse du groupe, est aussi attaquée mais réussit à s'enfuir. Cependant, après avoir informée Katey à propos de l'attaque, Jeanie est poursuivie dans la salle de bain du premier étage et est tuée.
Les invités partent finalement, laissant Katey et Peter seuls dans la maison. Katey demande à Peter qu'il rentre chez lui, et trouve une carte avec un numéro, ayant appartenu à Mrs Slater. Le numéro correspond à celui du Dr. Beck qui arrive bientôt pour demander où se trouve Mrs Slater. Ils découvrent ensemble les corps de Stevie, Morgan et Diane dans la piscine.
Après avoir donné à Katey un sédatif, Dr Beck lui révèle que Mrs Slater avait un fils nommé Eric, qui était terriblement déformé et mentalement attardé. Eric vit en fait dans la sororité, plus précisément dans le grenier, et a assisté au meurtre de Mrs Slater. Katey est utilisée comme appât pour faire sortir Eric du grenier, Dr Beck pourra ainsi le toucher avec un pistolet tranquillisant. Cependant le plan tombe à l'eau lorsque le Dr Beck est tué par Eric qui le pousse par-dessus les escaliers.
Katey attrape le pistolet qui a été utilisé sur Mrs Slater et essaie d'échapper à Eric, déguisé en clown. Elle découvre le corps de Jeanie dans les toilettes. S'ensuit un combat entre Eric et Katey, et cette dernière arrive à faire tomber Eric du grenier vers l'étage inférieur, par un trou dans le sol. Katey observe Eric, et voit qu'il est apparemment mort. Elle est donc rassurée, cependant Eric ouvre ses yeux, le film s'arrête sur cette image.

## Fiche technique
- Titre original et français : The House on Sorority Row
- Réalisation : Mark Rosman
- Dates de sorties : États-Unis : 21 janvier 1983
- Interdit aux moins de 12 ans

## Distribution
- Kate McNeil : Katherine 'Katey' Rose
- Eileen Davidson (VF : Pascale Vital) : Vicki
- Janis Ward : Liz
- Robin Meloy : Jeanie
- Harley Jane Kozak : Diane
- Jodi Draigie : Morgan
- Ellen Dorsher : Stevie
- Lois Kelso Hunt : Mrs. Dorothy Slater
- Christopher Lawrence (VF : Richard Leblond) : Dr. Nelson Beck
- Michael Kuhn : Peter
- Michael Sergio : Rick
- Ruth Walsh : Mrs. Rose
- Ed Heath : Policeman
- Jean Schertler : Nurse
- Larry Singer : Photographer
- Carlos Sério : Eric
- 4 Out of 5 Doctors : The Band

## Production
Détails du tournage
Le film a été tourné à Baltimore, Maryland, avec un budget de 425 000 $. Dans une interview avec le réalisateur Mark Rosman, il a été révélé que la performance de Lois Kelso Hunt a été totalement doublée, car sa voix n'était pas assez effrayante pour le rôle.
Sortie au cinéma
Le film est sorti au cinéma le 21 janvier 1983 et a engrangé 617 661 $ lors du premier weekend de sa sortie, sur 153 écrans, se classant 14e au box office. Le film a ensuite rapporté 4 330 028 $ un mois après sa sortie, et finalement, il a rapporté 10 604 986 $, ce qui est énorme vu son petit budget.
Musique
La musique, élégante, a été composée par Richard Band et jouée par le London Philharmonic Orchestra. Le groupe pop de Washington D.C. 4 Out of 5 Doctors apparaît dans le film, jouant de nombreux morceaux.

## Remake
Le film a un remake datant de 2009, réalisé par Stewart Hendler : Sorority Row.